# Hajnalka Kiralyová
Hajnalka Kiralyová provdaná Hajnalka Kiralyová-Picotová (* 2. břez a 1971 Veszprém, Maďarsko) je bývalá maďarská a francouzská sportovní šermířka, která se specializovala na šerm kordem. Maďarsko reprezentovala v devadesátých letech a v prvním desetiletí jednadvacátého století a Francii reprezentovala od roku 2002. Na olympijských hrách startovala v roce 2004 a 2008 v soutěži jednotlivkyň a družstev. V roce 1996, 2000 a 2001 obsadila třetí místo na mistrovství Evropy v soutěži jednotlivkyň. S maďarským družstvem kordistek vybojovala celkem čtyři tituly mistryň světa (1993, 1995, 1997, 2002) a dva tituly mistryň Evropy (2001, 2002). S francouzským družstvem kordistek vybojovala na olympijských hrách 2004 bronzovou olympijskou medaili a v roce 2005, 2007, 2008 získala titul mistryň světa.